# Кульмайн
Кульмайн (нім. Kulmain) — громада в Німеччині, розташована в землі Баварія. Підпорядковується адміністративному округу Верхній Пфальц. Входить до складу району Тіршенройт.
Площа — 32,29 км2. Населення становить 2259 ос. (станом на 31 грудня 2020).